# Acokanthera
Acokanthera – rodzaj roślin z rodziny toinowatych (Apocynaceae). Obejmuje 5 gatunków występujących na Półwyspie Arabskim oraz w Afryce wschodniej, równikowej i południowej. Są to rośliny trujące (zawierają m.in. strofantynę). Ekstrakt z drewna wraz z sokiem mlecznym wilczomlecza oraz żywicą akacji służył do trucia grotów strzał. W truciźnie tej maczano też kolczaste owoce buzdyganka naziemnego i wysypywano je na ścieżkach w celu zabicia osób po nich wędrujących. Śmierć następuje w ciągu 20 minut po dostaniu się do krwiobiegu.

## Morfologia
Krzewy i małe drzewa z białym sokiem mlecznym. Liście naprzeciwległe. Kwiaty zwykle słodko pachnące, białe lub różowo nabiegłe. Owocem jest jagoda kulista lub eliptyczna.

## Systematyka
Pozycja według APweb (aktualizowany system APG III z 2009)
Rodzaj z podrodziny Rauvolfioideae z rodziny toinowatych (Apocynaceae) należącej do rzędu goryczkowców (Gentianales) w obrębie dwuliściennych właściwych.
Wykaz gatunków
- Acokanthera laevigata Kupicha
- Acokanthera oblongifolia (Hochst.) Benth. & Hook.f. ex B.D.Jacks.
- Acokanthera oppositifolia (Lam.) Codd
- Acokanthera rotundata (Codd) Kupicha
- Acokanthera schimperi (A.DC.) Schweinf.